# Carlton Tavern

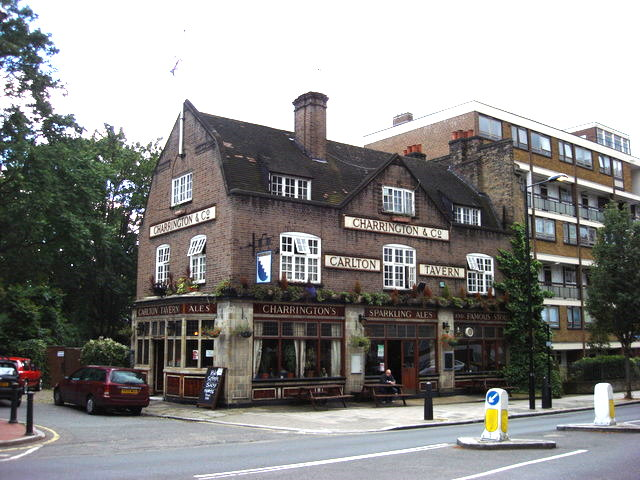
Carlton Tavern (Zustand 2007)

Carlton Tavern ist ein Pub in der Carlton Vale, Kilburn, in der City of Westminster in London. Das Gebäude wurde 1920 bis 1921 nach Plänen Frank J. Potters für die Charrington Brewery errichtet. Es wurde am 8. April 2015 ohne Genehmigung größtenteils abgerissen. Am 29. April 2015 ordnete die örtliche Verwaltung die originalgetreue Rekonstruktion des Gebäudes an, das vor dem Abriss auf der Vorschlagsliste für denkmalgeschützte Bauwerke (Grade II) stand. In der Folgezeit wurde das Gebäude wiederaufgebaut und die Neueröffnung erfolgte im April 2021.

## Geschichte
Die Carlton Tavern ist das zweite Gasthaus mit diesem Namen an der Stelle. Die erste Carlton Tavern entstand wahrscheinlich in den 1860er Jahren und wurde im Ersten Weltkrieg am 1. Mai 1918 von einem deutschen Zeppelin bombardiert und dadurch zerstört. Frank J. Potter errichtete den Neubau im Stil des Vernacular Revival in den Jahren 1920/21 zu Baukosten von 11.610 £. Im Gegensatz zu den meisten umliegenden Bauten aus dem 19. Jahrhundert überstand das Bauwerk den Zweiten Weltkrieg.

## Konstruktion
Das Bauwerk besteht aus roten und braunen Backsteinen, die im Blockverband gemauert sind. Die Fassade ist im Erdgeschoss aus steinfarbenen, unglasierten Terracotta und braunen ochsenblutfarbigen glasierten Fliesen gefertigt. Die Beschriftungen sind aus Fliesen und Terracotta, und das Dach ist mit Flachziegeln aus Ton gedeckt.
Der Grundriss ist V-förmig, und das Bauwerk hat zweieinhalb Geschosse sowie einen Keller. Die Fluchten bestehen aus drei Feldern. Beim Dach handelt es sich zur Calton Vale um ein Mansarddach. An der Seite zum Spielplatz ist der eingeschossige Flügel mit einem Pultdach versehen.
Die Fenster haben Holzprofilrahmen aus Eichenholz.